# Centro de Convenciones Figali
El Centro de Convenciones Figali (o Centro de Convenciones Amador) es un estadio deportivo cubierto, en Fort Amador, Ciudad de Panamá, Panamá. La capacidad de la arena es de 25.000. 
Construido en 2003, como sede principal del concurso Miss Universo 2003, que se llevó a cabo en Panamá ese año. Desde entonces, se ha utilizado principalmente para numerosos conciertos y eventos deportivos, como el boxeo y el patinaje sobre hielo.

## Eventos Notables
- El 8 de marzo de 2010, Metallica realizó un espectáculo como parte de su tramo latinoamericano del " World Magnetic Tour ".[1]
- El 12 de abril de 2011, Shakira realizó un espectáculo con entradas agotadas en el centro de convenciones como parte de su gira mundial "Sun Comes Out " de 2011.
- El 24 de mayo de 2011, la superestrella estadounidense Miley Cyrus actuó en el centro de convenciones como parte de su gira Gypsy Heart Tour de 2011.[2]
- El 14 de junio de 2012, la estrella del pop estadounidense Jennifer López inició su primera gira mundial, Dance Again World Tour, en el centro de convenciones.
- El 15 de octubre de 2015, Katy Perry con su Prismatic World Tour, fue el penúltimo show de esta gira.
- El 21 de abril de 2017, el cantante pop canadiense Justin Bieber actuó aquí como parte de su Purpose World Tour .